# Campionati europei di sollevamento pesi 2025 - 109 kg maschile
Le gare di sollevamento pesi della categoria fino a 109 kg maschile — pesi massimi — dei campionati europei del 2025 si sono svolte il 20 aprile 2025 a Chișinău presso la Chișinău Arena.

## Programma
L'orario indicato corrisponde a quello moldavo (UTC+03:00)
| Data           | Orario | Evento   |
| -------------- | ------ | -------- |
| 20 aprile 2025 | 09:00  | Gruppo B |
| 20 aprile 2025 | 17:00  | Gruppo A |

## Medagliati
Per ciascun esercizio, i primi tre classificati sono i seguenti:
| Esercizio | Oro              | Oro    | Argento           | Argento | Bronzo      | Bronzo |
| --------- | ---------------- | ------ | ----------------- | ------- | ----------- | ------ |
| Strappo   | Garik Karapetyan | 185 kg | Simon Martirosyan | 181 kg  | Luis Lauret | 180 kg |
| Slancio   | Garik Karapetyan | 226 kg | Simon Martirosyan | 225 kg  | Khas Balaev | 215 kg |
| Totale    | Garik Karapetyan | 411 kg | Simon Martirosyan | 406 kg  | Luis Lauret | 390 kg |

## Record
Prima di questa competizione, i record mondiali ed europei esistenti erano i seguenti:
| Record mondiale | Strappo | Yang Zhe          | 200 kg | Tashkent, Uzbekistan  | 24 aprile 2021    |
| Record mondiale | Slancio | Ruslan Nurudinov  | 242 kg | Manama, Bahrein       | 14 dicembre 2024  |
| Record mondiale | Totale  | Simon Martirosyan | 435 kg | Aşgabat, Turkmenistan | 9 novembre 2018   |
| Record europeo  | Strappo | Simon Martirosyan | 196 kg | Pattaya, Thailandia   | 26 settembre 2019 |
| Record europeo  | Slancio | Simon Martirosyan | 240 kg | Aşgabat, Turkmenistan | 9 novembre 2018   |
| Record europeo  | Totale  | Simon Martirosyan | 435 kg | Aşgabat, Turkmenistan | 9 novembre 2018   |

## Risultati
| Pos. | Atleta                      | Gr. | Peso atleta | Strappo (kg) | Strappo (kg) | Strappo (kg) | Strappo (kg) | Slancio (kg) | Slancio (kg) | Slancio (kg) | Slancio (kg) | Totale   |
| Pos. | Atleta                      | Gr. | Peso atleta | 1            | 2            | 3            | Pos.         | 1            | 2            | 3            | Pos.         | Totale   |
| ---- | --------------------------- | --- | ----------- | ------------ | ------------ | ------------ | ------------ | ------------ | ------------ | ------------ | ------------ | -------- |
|      | Garik Karapetyan (ARM)      | A   | 108.08      | 180          | 180          | 185          |              | 212          | 220          | 226          |              | 411      |
|      | Simon Martirosyan (ARM)     | A   | 109.00      | 176          | 181          | 181          |              | 213          | 225          | 225          |              | 406      |
|      | Luis Lauret (ROU)           | A   | 109.00      | 180          | 185          | 186          |              | 206          | 210          | 214          | 5            | 390      |
| 4    | Khas Balaev (AIN)           | A   | 108.50      | 172          | 172          | 172          | 7            | 205          | 205          | 215          |              | 387      |
| 5    | Siarhei Sharankou (AIN)     | A   | 108.55      | 175          | 178          | 178          | 4            | 208          | 213          | 214          | 6            | 386      |
| 6    | Zaza Lomtadze (GEO)         | A   | 108.75      | 165          | 170          | 173          | 5            | 205          | 213          | 218          | 4            | 386      |
| 7    | Longinoz Bregvadze (GEO)    | A   | 108.80      | 167          | 172          | 176          | 6            | 198          | 204          | 205          | 9            | 377      |
| 8    | Muhammed Emin Burun (TUR)   | A   | 108.90      | 165          | 165          | 170          | 9            | 202          | 207          | 209          | 7            | 377      |
| 9    | Vasil Marinov (BUL)         | A   | 109.00      | 165          | 170          | 171          | 8            | 202          | 208          | 209          | 10           | 373      |
| 10   | Artur Mugurdumov (ISR)      | B   | 108.55      | 161          | 162          | 162          | 12           | 201          | 205          | 210          | 8            | 367      |
| 11   | Uladzislau Sakovič (AIN)    | B   | 109.00      | 162          | 165          | 170          | 11           | 190          | 195          | 198          | 14           | 360      |
| 12   | Benjamin Ferre (FRA)        | B   | 108.39      | 153          | 157          | 160          | 14           | 197          | 200          | 209          | 11           | 360      |
| 13   | Josef Kolar (CZE)           | B   | 108.10      | 155          | 160          | 163          | 13           | 190          | 196          | 201          | 13           | 356      |
| 14   | Hugo Ottoson (SWE)          | B   | 106.70      | 147          | 147          | 147          | 15           | 186          | 193          | 200          | 12           | 347      |
| 15   | Rebin Kardo Rezazadeh (FIN) | B   | 108.75      | 140          | 144          | 145          | 16           | 174          | 181          | 185          | 15           | 321      |
| —    | Artūrs Plēsnieks (LAT)      | A   | 109.00      | 160          | 165          | 168          | 10           | 205          | 205          | 205          | —            | —        |
| —    | Roni Peltonen (FIN)         | B   | 108.75      | 143          | 147          | 147          | —            | —            | —            | —            | —            | —        |
| —    | Mak Numic (BIH)             | B   | ritirato    | ritirato     | ritirato     | ritirato     | ritirato     | ritirato     | ritirato     | ritirato     | ritirato     | ritirato |